# 이흥주 (1944년)
이흥주(李興柱, 1944년 6월 22일 ~ )는 대한민국의 방송인이었다.

## 학력
- 연세대학교 사학과  학사

## 경력
- 1967년 KBS PD 입사
- KBS 편성실 방송기획주간
- KBS 방송심의실장
- KBS대구방송총국 총국장
- KBS 편성본부장
- 2002년 : KBS미디어 대표이사
- 2004년 : 한국디지털위성방송 방송본부장
- 2004년 : 여의도클럽 회장
- 여의도 클럽 고문
- 프라임방송연구소 상임고문
- 복지TV 사장
- 한국장애인복지진흥회 이사